# Arado Ar 64
Arado Ar 64 — немецкий одноместный истребитель-биплан смешанной конструкции (металлический фюзеляж, деревянное крыло) с неубирающимся шасси. Arado Ar 64 разрабатывался для замены истребителей «Fokker». Первое испытание Arado Ar 64 прошло в 1929 году.

## История
Истребитель Ar.64 был спроектирован на фирме "Арадо" в 1929 году. Самолет предназначался для замены истребителей Fokker D XIII. Главный конструктор Вальтер Ретель. Основой для создания этого самолета послужили истребители SD.I, SD.II и SD.III, разработанные под руководством В. Ретеля еще в 20-е годы, но серийно не строившиеся. Первый полет опытный образец выполнил весной 1930 года. Самолет изготавливался с 1931 по 1932 годы. Всего было выпущено около двадцати серийных истребителей.

## Конструкция
Самолет Arado Ar.64 представлял собой одностоечный расчалочный биплан смешанной конструкции (металлический фюзеляж и деревянное крыло) с неубирающимся шасси.
Фюзеляж самолета имел силовой каркас в виде пространственной фермы, сваренный из стальных труб, которые обтягивались полотном.
Крылья бипланной коробки деревянной конструкции, обшивались фанерой. Вернее крыло оснащалось элеронами.
Силовая установка - радиальный девятицилиндровый двигатель воздушного охлаждения Siemens Jupiter VI, мощностью 530 л.с. Воздушный винт четырехлопастный деревянный постоянного шага.
Вооружение два пулемета калибра 7,92 мм.

## Варианты и модификации
- Ar 64a — первый прототип, вышедший на испытания весной 1929 года. Имел 9-цилиндровый мотор воздушного  охлаждения (530 л. с.).
- Ar 64b — имел 12-цилиндровый мотор жидкостного охлаждения (530 л. с.) BMW VI (640 л. с.). Первое испытание прошёл в 1931 году в Липецке.
- Ar 64c — в основном соответствовал первой модификации, за исключением небольших усовершенствований.
- Ar 64d — имел двигатель «Юпитер» VI (530 л. с.), четырёхлопастный винт. Увеличена высота киля и изменено шасси.
- Ar 64e — отличался от Ar 64d двухлопастным винтом и некоторыми другими деталями.

## Вооружение
На истребитель были установлены два 7,92-мм пулемёта MG 17 (с боекомплектом 500 шт. патронов на ствол).

## Лётно-технические характеристики
Двигатель:
тип: Сименс Юпитер VI
мощность = 530 л. с.
Размах крыла, м = 9,90
Длина самолёта, м = 7,82
Высота самолёта, м = 2,85
Площадь крыла, м² = 24,60
Масса, кг:
пустого самолёта = 1245
взлётная = 1670
Максимальная скорость, км/ч = 250
Практический потолок, м = 5400

## Боевое применение
Самолёты Ar 64d и Ar 64e поступали в «секретные» части люфтваффе — ещё до официального объявления об отказе Германии от положений Версальского договора, запрещающих обладание военной авиации. Эксплуатировались в отрядах «Дёбириц» и «Дамм», а также в авиашколе в Шлейссхейме. По состоянию на 1 июля 1936 года был выпущен 21 самолёт данных модификаций, вскоре они были списаны.